# Біоценометр
Біоценометр (від біоценоз + грец.  μετρέω — вимірюю) — прилад для кількісних обліків наземних  комах та інших  безхребетних, який застосовується при екологічних дослідженнях.
Являє собою металеву рамку у формі циліндра або куба без дна, з ножками, що врізаються в землю, стінки і верх якого затягнуті зверху знімним матер'яним мішком з дрібної сітки або  марлі. Зазвичай розміри біоценометра становлять 50 х 50 см.
Біоценометр з надітим мішком кидають у випадковому напрямку, потім акуратно зрізають всі рослини під корінь і зав'язують в мішку. Після цього з отриманої площі також роблять забір ґрунтової проби.
Рослини і спійманих безхребетних ретельно витягують з біоценометра, умертвляють, підраховують по групах і видах, зважують і визначають відносну чисельність їх і масу на одиницю площі даного біотопа.
Визначення та розрахунок роблять на площу і біомасу (живу і суху) рослинності, при цьому одночасно аналізують кількісно-процентно-видове співвідношення рослин. Для найбільш точного проведення досліджень, як правило роблять забір принаймні трьох проб в одному фітоценозі. Дослідження проведені за допомогою біоценометра дають найбільш точні результати, але є дуже трудомісткими